# Aerosaně

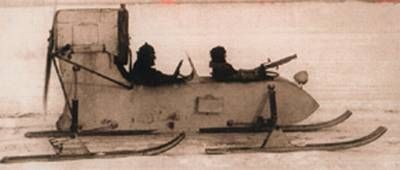
Vojenské aerosaně RF-8

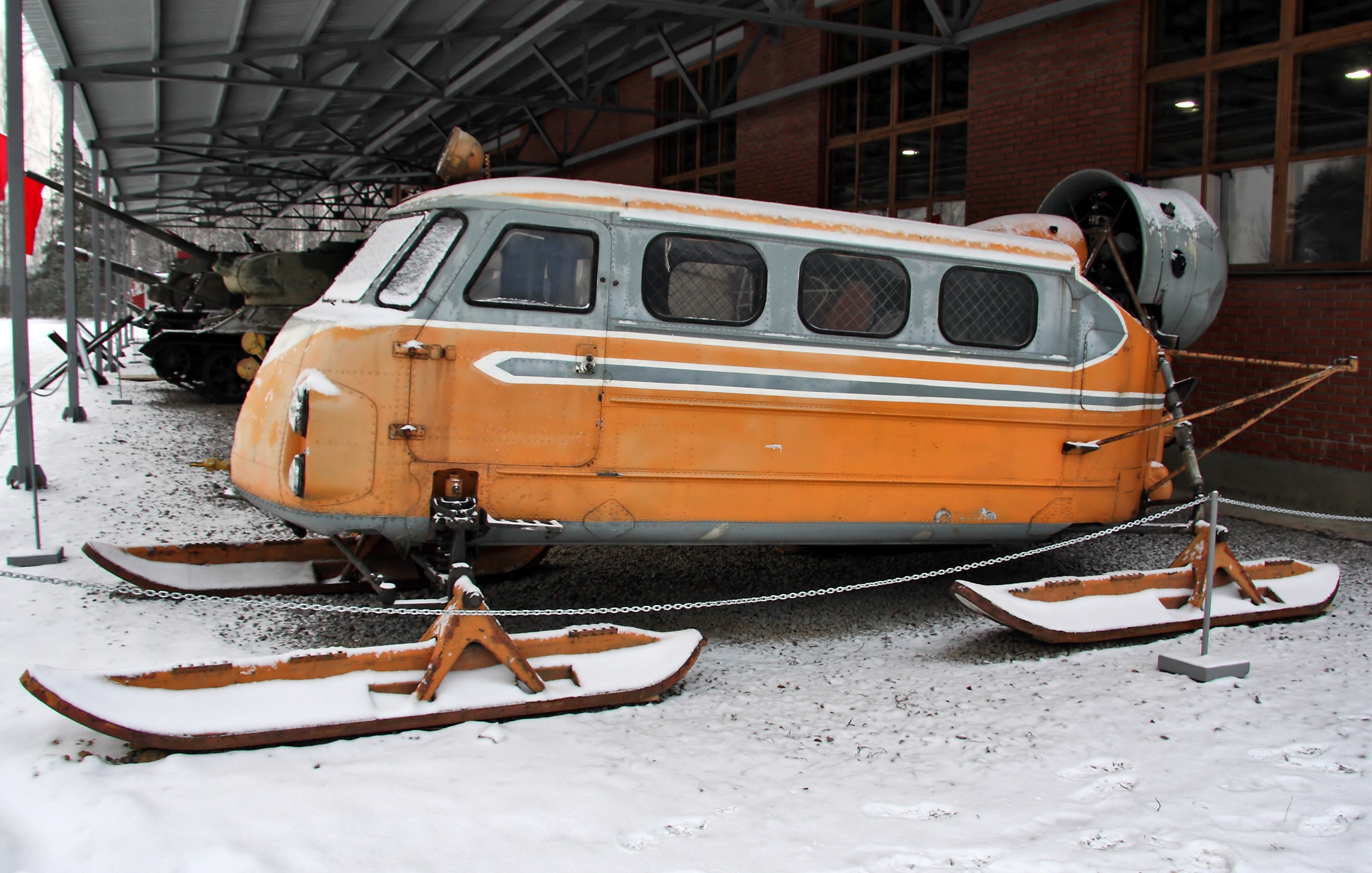
Dopravní aerosaně Kamov Ka-30

Aerosaně (rusky aэросани, aerosani) byl lehký dopravní prostředek do zasněžené krajiny, poháněný spalovacím motorem a tlačnou vrtulí. Skládal se z trupu a čtyř řiditelných ližin a mohl dosahovat rychlost až 25–35 km/hod. Aerosaně vznikly už počátkem 20. století jako rekreační a dopravní prostředek, v Rusku, v Kanadě, ve Finsku aj., ale už v první světové válce byly použity i k vojenskému průzkumu a zásobování v ruské i v německé armádě. Jedním z prvních konstruktérů aerosaní byl později slavný letecký konstruktér Andrej Nikolajevič Tupolev.
Za druhé světové války se objevily i saně zepředu pancéřované s otočným kulometem. Dvoučlennou posádku tvořil řidič a za ním velitel a střelec. Saně se osvědčily hlavně v rovinaté krajině, na zamrzlých jezerech a řekách, kdežto v kopcovitém a lesnatém terénu měly potíže s pohybem. Nemohly se nepříteli postavit čelem, protože byly zranitelné těžšími zbraněmi, s úspěchem se však užívaly k přepadům a v týlu nepřítele.
V poválečném období vznikly velké dopravní saně pro 8–10 osob, typ Ka-30 se vyráběl sériově, kdežto továrna Tatra vyrobila roku 1942 pouze prototyp.

## Některé typy
- ANT-IV, konstrukce A. N. Tupoleva z roku 1924, užívaná pro dopravu osob a pošty
- RF-8 čili GAZ 98, lehké vojenské saně s automobilovým motorem
- NKL-16 pro dopravu materiálu a raněných
- NKL-26, bojové saně s čelním pancéřováním
- Tatra V 855, prototyp z roku 1942
- ASD-400
- Sever-2 pro dopravu pošty z roku 1958
- Kamov Ka-30 pro civilní dopravu osob a pošty z roku 1961